# GDF1
GDF1‏ (Growth differentiation factor 1) هوَ بروتين يُشَفر بواسطة جين GDF1 في الإنسان.